# Haute-Amance
Haute-Amance è un comune francese di 1 014 abitanti situato nel dipartimento dell'Alta Marna nella regione del Grand Est.

## Società

### Evoluzione demografica
Abitanti censiti